# Triphosa albirama
Triphosa albirama là một loài bướm đêm trong họ Geometridae.